# إبراهيم بن سعد الزهري
إبراهيم بن سعد بن إبراهيم بن عبد الرحمن بن عوف القرشي الزهري، أبو إسحاق المدني، نزيل بغداد، والد يعقوب بن إبراهيم وسعد بن إبراهيم ،كان من العلماء الثقات، تولى القضاء في المدينة المنورة وكان أبوه سعد بن إبراهيم قاضيها، وقدم إبراهيم بغداد فأكرمه الرشيد وأظهر بره وسئل عن الغناء فأفتى بتحليله، وأتاه بعض أصحاب الحديث ليسمع منه فسمعه يتغنى فقال: لقد كنت حريصاً على أن أسمع منك فأما الآن فلا أسمع منك، فقال: إذا لا أفقد إلا شخصك وعلي إن حدثت ببغداد حديثاً حتى أغني قبله، وشاعت عنه هذه ببغداد وبلغت الرشيد فدعا به وسأله عن حديث المخزومية التي قطعها الرسول محمد في السرقة، فدعا بعود، فقال الرشيد: أعود البخور؟ فقال: لا ولكن عود الطرب، فتبسم ففهمها إبراهيم بن سعد فقال: لعلك بلغك يا أمير المؤمنين حديث السفيه الذي آذاني بالأمس وألجأني إلى أن حلفت؟ قال: نعم، ودعا له بعود فغناه:
فقال له الرشيد: من كان من فقهائكم يكره السماع؟ قال: من ربطه الله، قال: فهل بلغك عن مالك في هذا شيء؟ قال: أخبرني أبي أنهم اجتمعوا في بني يربوع في مدعاة وهم يومئذ جلة ومعهم دفوف ومعازف وعيدان يغنون ويلعبون ومع مالك دف مربع وهو يغنيهم:
الأبيات الثلاثة، فضحك الرشيد ووصله بمال  ولد سنة ثمان ومئة، ومات سنة ثلاث وثمانين ومئة.

## أقوالالجرح والتعديل
- قال عبد الله بن أحمد بن حنبل عن أبيه: ثقة.[5]
- قال صالح بن أحمد بن حنبل عن أبيه: أحاديثه مستقيمة.
- نقل الخطيب[ ؟ ] أن إبراهيم كان يجيز الغناء بالعود، وولى قضاء المدينة.[7]
- قال أبو داود: سمعت أحمد بن حنبل، قال: كان وكيع[ ؟ ] كف عن حديث إبراهيم بن سعد، ثم حدث عنه بعد. قلت: لم ؟ قال: لا أدرى، إبراهيم ثقة ![5]
- قال أحمد بن سعد بن أبي مريم، والمفضل بن غسان الغلابى، عن يحيى بن معين: ثقة. زاد ابن أبي مريم: حجة.
- قال على بن الحسين بن حبان: وجدت في كتاب أبى، بخط يده عن يحيى بن معين قال: إبراهيم بن سعد أثبت من الوليد بن كثير ومن ابن إسحاق جميعا.[5]
- قال ابن عيينة: كنت عند ابن شهاب فجاء إبراهيم بن سعد فرفعه وأكرمه وقال :إن سعدا أوصانى بابنه.[7]
- قال أحمد بن عبد الله بن صالح العجلي: مدني ثقة، يقال: إنه كان أسود.
- قال البخاري: قال لى إبراهيم بن حمزة الزبيري: كان عند إبراهيم بن سعد عن محمد بن إسحاق نحو من سبعة عشر ألف حديث في الأحكام سوى المغازى، وإبراهيم بن سعد من أكثر أهل المدينة حديثا في زمانه.[5]
- قال أبو حاتم: ثقة.
- قال عبد الرحمن بن يوسف بن سعيد بن خراش: صدوق.
- قال أبو داود: ولى بيت المال ببغداد.[5]
- قال ابن عدى: هو من ثقات المسلمين حدث عنه جماعة من الأئمة، ولم يختلف أحد في الكتابة عنه، وقول من تكلم فيه تحامل، وله أحاديث صالحة مستقيمة عن الزهري.[7]

## شيوخه
- أبى صخر حميد بن زياد المدني
- سالم بن صالح بن إبراهيم بن عبد الرحمن بن عوف
- سعد بن إبراهيم
- شعبة بن الحجاج
- صالح بن كيسان
- صفوان بن سليم
- عبد الله بن جعفر المخرمى
- عبد الله بن عبد الرحمن بن سعد بن مخرمة
- عبد الله بن محمد بن عقيل بن أبي طالب
- عبد الملك بن الربيع بن سبرة الجهنى
- عبيدة بن أبي رائطة
- محمد بن إسحاق بن يسار
- محمد بن عبد الله بن عمرو بن هشام العامرى
- محمد بن عبد الله بن مسلم بن شهاب
- محمد بن عكرمة بن عبد الرحمن بن الحارث بن هشام
- محمد بن مسلم الزهري
- هشام بن عروة
- الوليد بن كثير
- يزيد بن عبد الله بن الهاد
- يزيد بن أبي عبيد

## تلاميذه
| - إبراهيم بن حمزة الزبيرى - إبراهيم بن زيادالخياط البغدادى - إبراهيم بن مهدى المصيصى - أحمد بن عبد الله بن يونس - أحمد بن عبد الملك بن واقد الحرانى - أحمد بن محمد بن أيوب - أحمد بن محمد بن حنبل - أحمد بن محمد بن الوليد الأزرقى - أحمد بن القاسم الزهري - إسحاق بن منصور السلولى - أبو معمر إسماعيل بن إبراهيم الهذلى - إسماعيل بن موسى الفزارى - الحسن بن موسى الأشيب - الحسين بن سيار الحرانى - أبو عمر حفص بن عمر الحوضى - أبو عمر خطاب بن سنان الحرانى - أبو توبة الربيع بن نافع الحلبى - زكريا بن عدى - سعد بن إبراهيم - أبو داود سليمان بن داود الطيالسى - أبو أيوب سليمان بن داود الهاشمى - سعيد بن الحكم بن أبي مريم المصري - شعبة بن الحجاج، وهو من شيوخه - عباد بن موسى الختلى - أبو صالح عبد الله بن صالح المصري - عبد الله بن عمران العابدى المكي - عبد الله بن عون الهلالى الخراز - عبد الله بن مسلمة القعنبى - عبد الله بن وهب المصري - عبد الرحمن بن مهدى - عبد الصمد بن عبد الوارث - عبد العزيز بن أبي سلمة العمرى - عبد العزيز بن عبد الله العامرى الأويسى - على بن الجعد الجوهرى | - قيس بن الربيع - الليث بن سعد - محمد بن جعفر الوركانى - محمد بن خالد بن عثمة - محمد بن سليمان لوين - محمد بن الصباح الدولابي - محمد بن عبد الله بن حوشب الطائفى - محمد بن عبيد الله المديني - محمد بن عثمان العثماني - محمد بن عيسى بن الطباع - معن بن عيسى - منصور بن أبي مزاحم - موسى بن إسماعيل التبوذكى - موسى بن داود الضبى - نوح بن يزيد المؤدب - هاشم بن القاسم - هشام بن عبد الملك الطيالسى - الهيثم بن أيوب الطالقانى - وكيع بن الجراح - يحيى بن آدم - يحيى بن إسماعيل الواسطى - يحيى بن أيوب المصري - يحيى بن عباد الضبعى - يحيى بن قزعة القرشى - يحيى بن يحيى النيسابورى - يزيد بن عبد الله بن الهاد - يزيد بن هارون - يسرة بن صفوان اللخمى الدمشقى - يعقوب بن إبراهيم بن سعد - يعقوب بن حميد بن كاسب - يعقوب بن محمد الزهرى - يونس بن محمد المؤدب ‌ |  |